# Per Mathiesen
Per Anton Mathisen (Kragerø, 11 maart 1885 - Kragerø, 2 juni 1961) was een Noors turner.
Mathisen won tijdens de Olympische Zomerspelen 1912 met de Noorse ploeg de gouden medaille in de landenwedstrijd vrij systeem.

## Olympische Zomerspelen
| Jaar | Plaats    | Resultaten        |
| ---- | --------- | ----------------- |
| 1912 | Stockholm | team vrij systeem |